# Corniche Kennedy (film)
Pour les articles homonymes, voir Corniche Kennedy.
Pour plus de détails, voir Fiche technique et Distribution.
Corniche Kennedy est un film dramatique français réalisé par Dominique Cabrera, sorti en 2016. Il s'agit de l'adaptation du roman homonyme de Maylis de Kerangal, publié en 2008.

## Synopsis
Suzanne, jeune fille de bonne famille qui va passer son bac, observe une bande de jeunes garçons et filles des cités marseillaises qui, par défi, plongent d'une corniche naturelle au bord de la route de la Corniche Kennedy. Elle les photographie, mais se fait repérer par le groupe que cela irrite et qui l'oblige, elle aussi, à plonger pour se dédouaner.
Petit à petit, elle s'intègre au groupe, dont elle apprécie la liberté, se liant particulièrement avec Mehdi, un des plus casse-cou, et tombant amoureuse de Marco. Mais Marco, qui travaille comme chauffeur pour un caïd de la drogue, est surveillé par la police.

## Fiche technique
Sauf indication contraire, les informations mentionnées dans cette section peuvent être confirmées par les bases de données cinématographiques IMDb et Allociné,  présentes dans la section « Liens externes ».
- Titre : Corniche Kennedy
- Réalisation : Dominique Cabrera
- Scénario : Dominique Cabrera, d'après Corniche Kennedy de Maylis de Kerangal
- Musique : Béatrice Thiriet
- Montage : Sophie Brunet
- Photographie : Isabelle Razavet
- Décors : Christian Roudil
- Production : Gaëlle Bayssières
- Société de production : Everybody on Deck
- Société de distribution : Jour2fête
- Pays d'origine :  France
- Langue originale : français
- Durée : 94 minutes
- Genre : drame
- Dates de sortie :
  - France : 12 juillet 2016 (Festival international de cinéma de Marseille) ; 18 janvier 2017 (sortie nationale)

## Distribution
Sauf indication contraire, les informations mentionnées dans cette section peuvent être confirmées par les bases de données cinématographiques IMDb et Allociné,  présentes dans la section « Liens externes ».
- Lola Créton : Suzanne
- Aïssa Maïga : Awa
- Kamel Kadri : Marco
- Alain Demaria : Mehdi
- Moussa Maaskri : Gianni
- Linda Lassoued : Linda
- Agnès Regolo : la mère de Suzanne
- Cyril Brunet : René

## Distinctions
- Festival du film du Croisic 2016 : Prix Claude Chabrol[1].
- Festival Renc'art au Méliès de Montreuil 2016 : Prix des Spectateurs